# شهر تابستانی
شهر تابستانی (به انگلیسی: Summer City) (همچنین به عنوان ساحل وحشت شناخته می‌شود) یک فیلم درام و دلهره‌آور استرالیایی با بازی مل گیبسون (در اولین حضوراش به عنوان بازیگر نقش اول) محصول سال ۱۹۷۷ است که در نیوکاسل استرالیا فیلمبرداری شده‌است.